# Игор Колаковић
Игор Колаковић (Титоград, 4. јун 1965) јесте црногорски одбојкашки тренер и бивши одбојкаш.
Селектор Србије је постао 2006. године, а од онда је освојио по једно злато и бронзу на Европским првенствима, једну бронзу на Светском првенству и два сребра и једну бронзу у Светској лиги. Водио је репрезентацију Србије у два наврата: од 2006. до 2014. и од 2022. до 2024.

## Трофеји

### Као играч
Партизан
- Првенство Југославије (2) : 1989/90, 1990/91.
- Куп Југославије (2) : 1989/90, 1990/91.

### Као тренер
Будућност Подгорица
- Првенство СР Југославије (1) : 2001/02.
- Првенство Србије и Црне Горе (2) : 2004/05, 2005/06.
- Куп СР Југославије (1) : 2000/01.
- Првенство Црне Горе (2) : 2006/07, 2007/08.
- Куп Црне Горе (2) : 2006/07, 2007/08.

АЦХ Волеј
- Првенство Словеније (2) : 2010/11, 2011/12.